# Dophei-berkenbroek
Het dophei-berkenbroek (Erico-Betuletum pubescentis) is een associatie uit het verbond van berkenbroekbossen (Betulion pubescentis). De associatie omvat broekbossen die voorkomen op natte, venige standplaatsen waar uitsluitend zuur en oligotroof regenwater beschikbaar is.

## Naamgeving en codering
- Syntaxoncode voor Nederland (rVvN): r43Aa01
- Natura2000-habitattypecode (EU-code): H91D0

De wetenschappelijke naam Erico-Betuletum pubescentis is afgeleid van de botanische namen van twee kensoorten, de dophei (Erica tetralix) en de zachte berk (Betula pubescens).

## Fysiognomie
De vegetatie blijft laag, de boomlaag bestaat praktisch volledig uit laagblijvende exemplaren van zachte berk. Deze groeit zeer langzaam en wordt maar 5–10 m hoog. Afhankelijk van de subassociatie bestaat de ondergroei uit dwergstruiken als gagel en dophei, uit wintergroene grasachtige planten als eenarig wollegras of uit hoge grassen als pijpenstrootje. De moslaag is dikwijls goed ontwikkeld met diverse veenmossoorten en bulthaarmos.

## Ecologie
Het dophei-berkenbroek is een ombrotrafent broekbos dat voorkomt op natte, venige standplaatsen waar uitsluitend zuur en voedselarm regenwater beschikbaar is. De pH is tussen 2.0 en 2.5. 
Bedreigingen voor dit milieu vormen verdroging en de aanvoer van eutroof oppervlaktewater. De dode stammen worden verteerd door de berkenzwam en de echte tonderzwam.

## Subassociaties in Nederland en Vlaanderen
Van het dophei-berkenbroek worden in Nederland en Vlaanderen drie subassociaties onderscheiden.

### Subassociatie met eenarig wollegras
Een subassociatie met eenarig wollegras (Erico-Betuletum eriophoretosum vaginati), die wordt gekenmerkt door een groot aandeel van eenarig wollegras (Eriophorum vaginatum) en andere soorten die typerend zijn voor de klasse van hoogveenbulten en natte heiden. Ze komt vooral voor in verlande veenputten. De syntaxoncode voor Nederland is r43Aa01a.

### Subassociatie met struikhei
Een subassociaties met struikhei (Erico-Betuletum callunetosum) met een hogere abundantie van dwergstruiken als struikhei (Calluna vulgaris) en de zeldzame rijsbes (Vaccinium uliginosum), die voorkomt op veendijken. De syntaxoncode voor Nederland is r43Aa01b.

### Arme subassociatie
Een soortenarme subassociatie (Erico-Betuletum inops) die optreedt bij verdroging, met een groter aandeel van pijpenstrootje (Molinia caerulea) en gewoon sterrenmos (Mnium hornum). De syntaxoncode voor Nederland is r43Aa01c.

## Diagnostische taxa voor Nederland en Vlaanderen
In de onderstaande synoptische tabel staan de belangrijkste diagnostische plantentaxa van de associatie voor Nederland en Vlaanderen. Rijsbes is alhier de enige kensoort van de associatie.

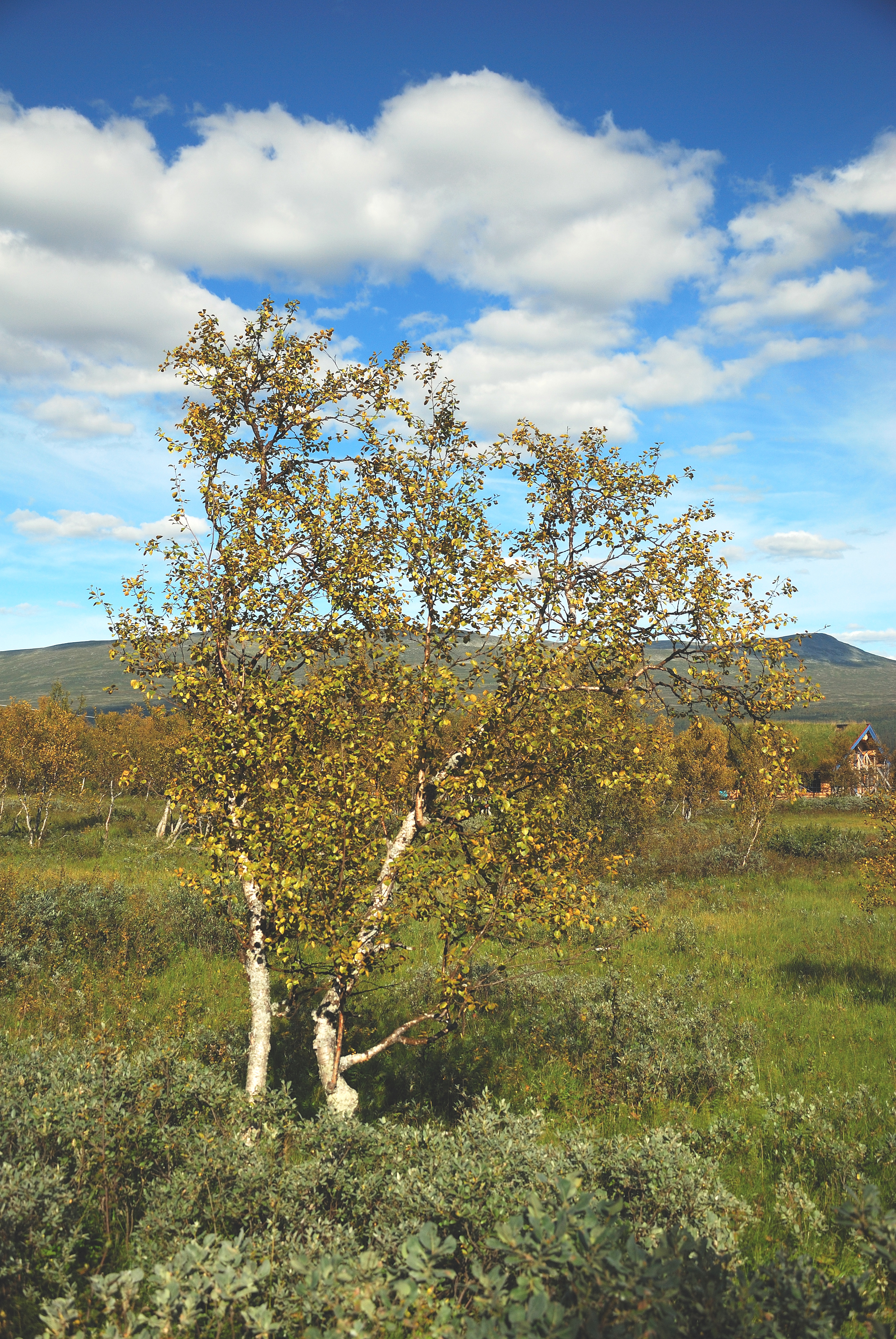
Zachte berk

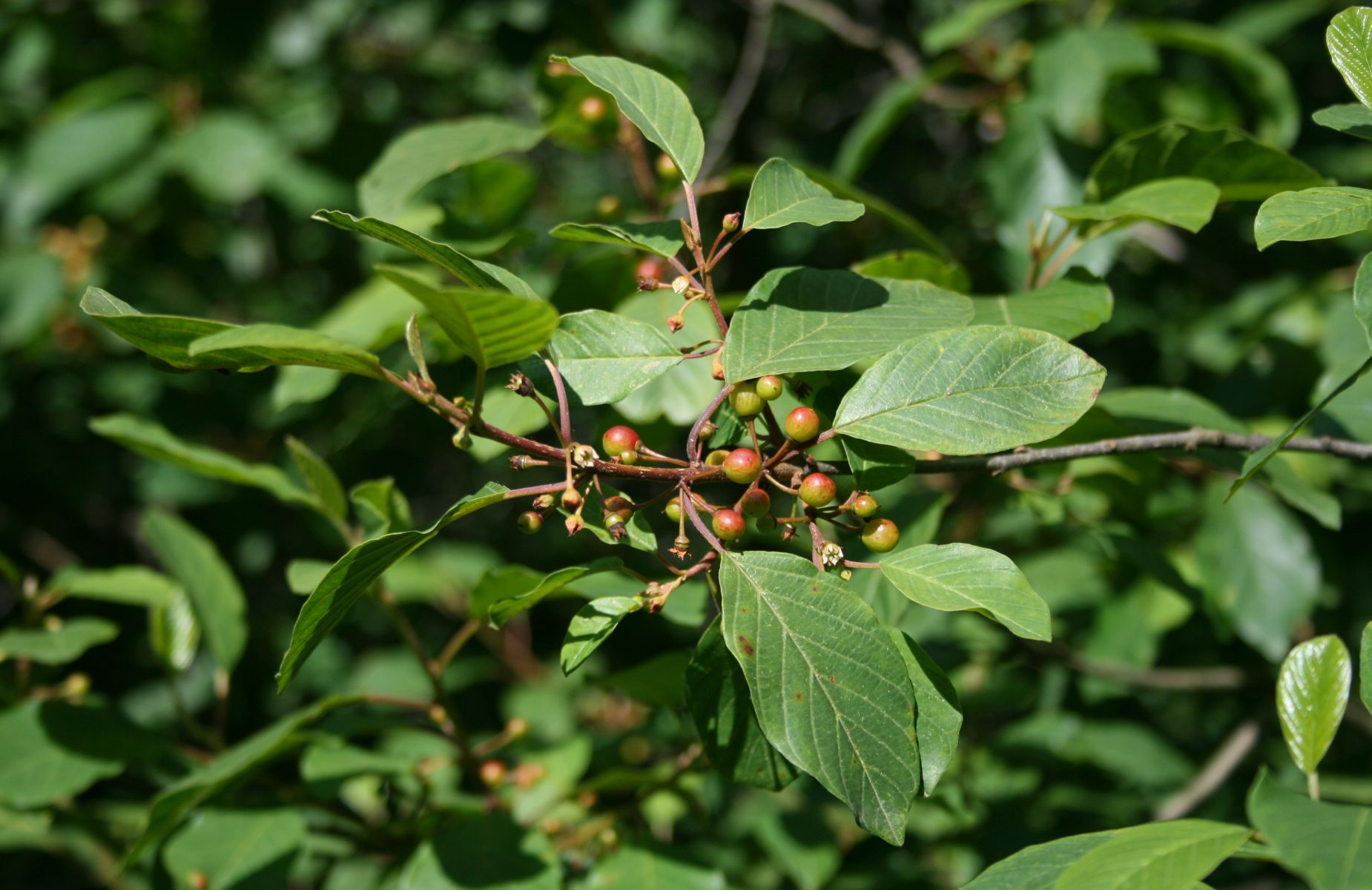
Sporkehout

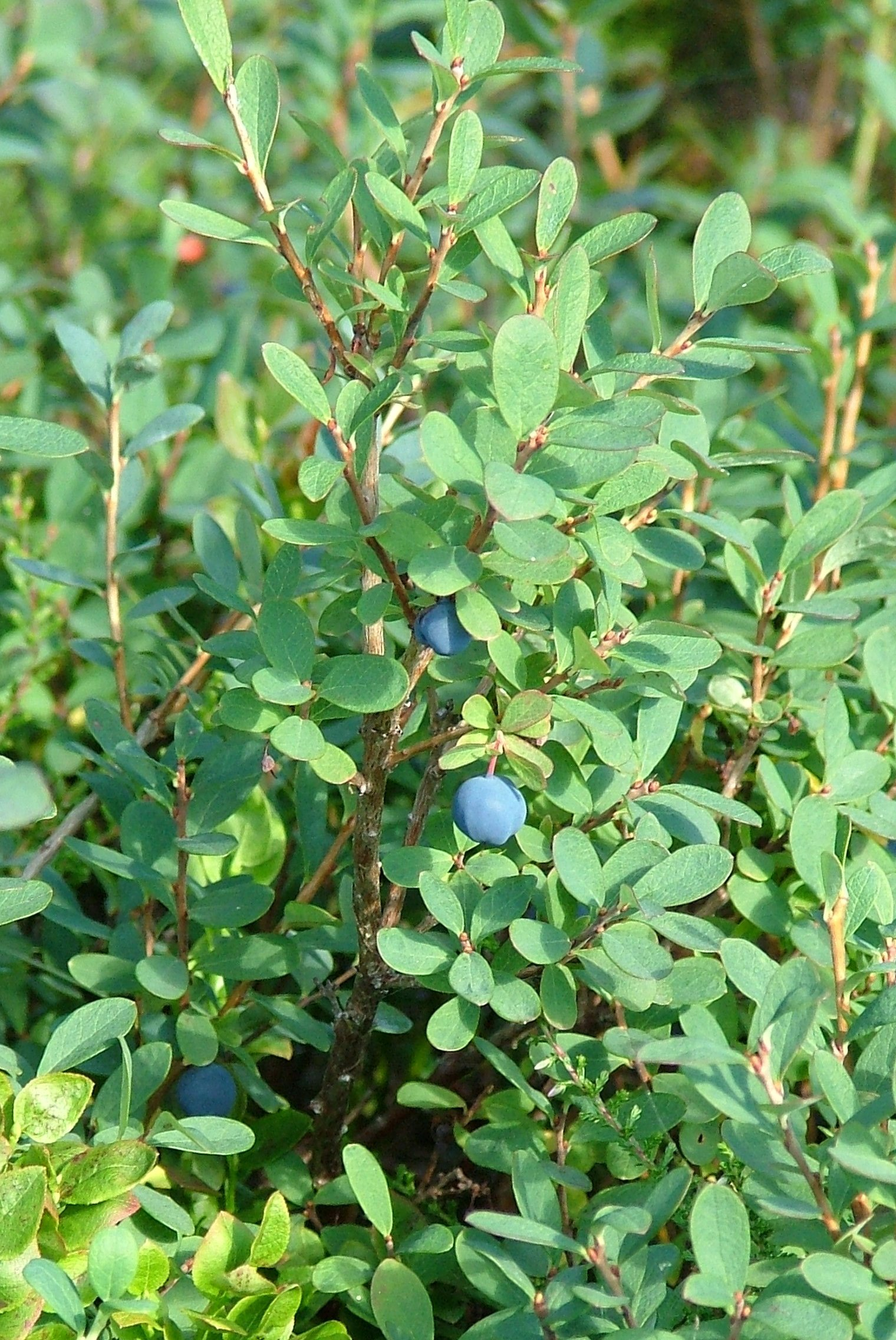
Rijsbes

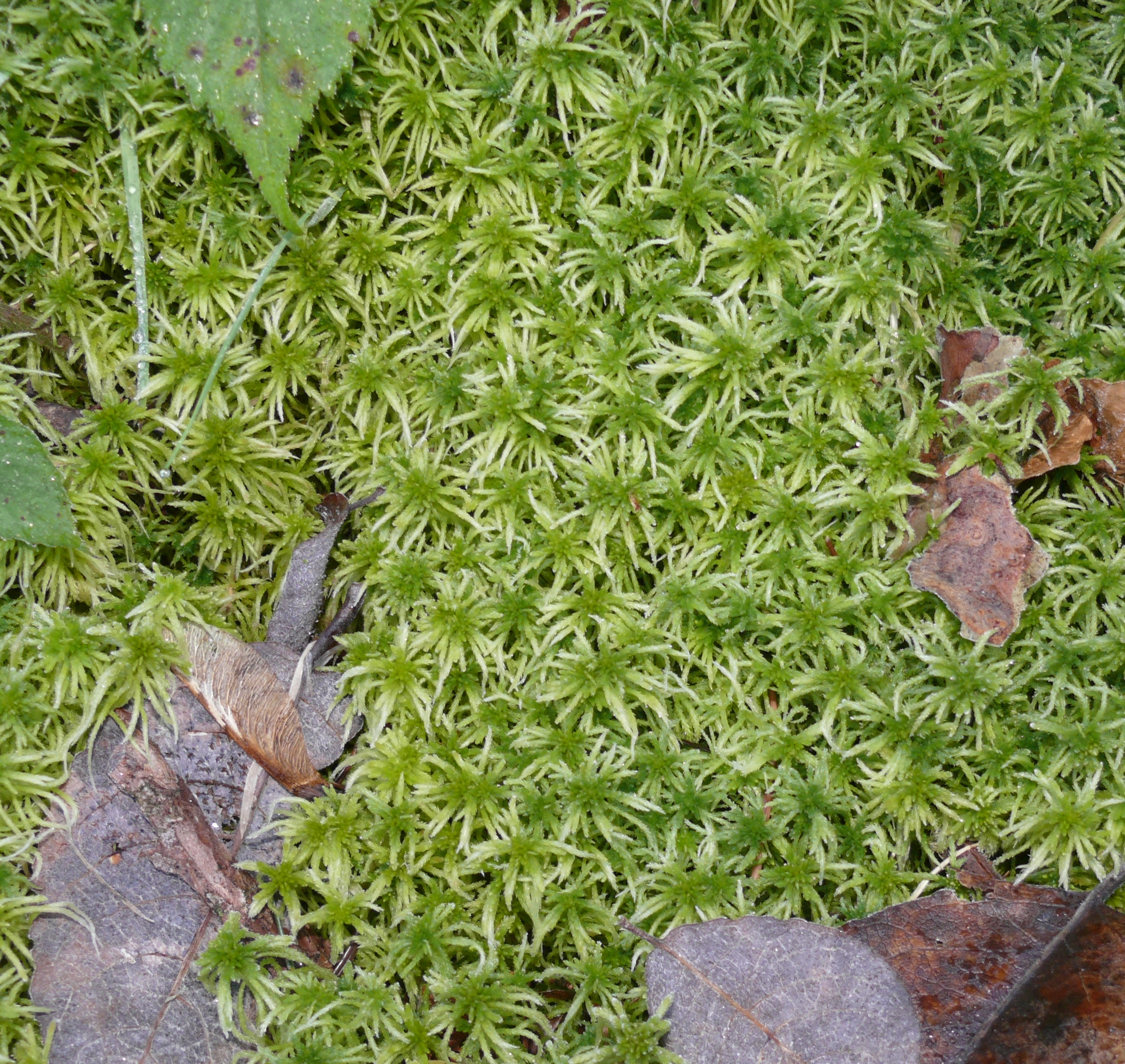
Gerafeld veenmos

Boomlaag
| Kentaxon | Diff.soort | Presentie | Triviale naam | Botanische naam  | Opmerking |
| -------- | ---------- | --------- | ------------- | ---------------- | --------- |
| kK       |            | 100%      | zachte berk   | Betula pubescens |           |
|          |            | > 40%     | zomereik      | Quercus robur    |           |
|          |            | > 40%     | grove den     | Pinus sylvestris |           |

Struiklaag
| Kentaxon | Diff.soort | Presentie | Triviale naam    | Botanische naam  | Opmerking |
| -------- | ---------- | --------- | ---------------- | ---------------- | --------- |
|          |            | > 50%     | sporkehout       | Frangula alnus   |           |
|          |            | > 30%     | wilde lijsterbes | Sorbus aucuparia |           |

Kruidlaag
| Kentaxon | Diff.soort | Presentie | Triviale naam      | Botanische naam          | Opmerking |
| -------- | ---------- | --------- | ------------------ | ------------------------ | --------- |
| kA       |            | > 20%     | rijsbes            | Vaccinium uliginosum     |           |
|          |            | > 80%     | pijpenstrootje     | Molinia caerulea         |           |
|          |            | > 60%     | gewone dophei      | Erica tetralix           |           |
|          |            | > 50%     | eenarig wollegras  | Eriophorum vaginatum     |           |
|          |            | > 40%     | struikhei          | Calluna vulgaris         |           |
|          |            | > 30%     | veenpluis          | Eriophorum angustifolium |           |
|          |            | > 30%     | blauwe bosbes      | Vaccinium myrtillus      |           |
|          |            | > 20%     | kleine veenbes     | Vaccinium oxycoccos      |           |
|          |            | > 20%     | smalle stekelvaren | Dryopteris carthusiana   |           |
|          |            | > 20%     | bochtige smele     | Avenella flexuosa        |           |
|          |            | > 20%     | rode bosbes        | Vaccinium vitis-idaea    |           |
|          |            | > 10%     | kraaihei           | Empetrum nigrum          |           |

Moslaag
| Kentaxon | Diff.soort | Presentie | Triviale naam        | Botanische naam       | Opmerking |
| -------- | ---------- | --------- | -------------------- | --------------------- | --------- |
| kK       |            | > 01%     | gerafeld veenmos     | Sphagnum girgensohnii |           |
|          |            | > 30%     | gewoon peermos       | Pohlia nutans         |           |
|          |            | > 30%     | gewimperd veenmos    | Sphagnum fimbriatum   |           |
|          |            | > 20%     | roodviltmos          | Aulacomnium palustre  |           |
|          |            | > 20%     | gewoon gaffeltandmos | Dicranum scoparium    |           |
|          |            | > 20%     | breekblaadje         | Campylopus pyriformis |           |
|          |            | > 20%     | slank veenmos        | Sphagnum flexuosum    |           |
|          |            | > 20%     | gewoon klauwtjesmos  | Hypnum cupressiforme  |           |
|          |            | > 20%     | heideklauwtjesmos    | Hypnum jutlandicum    |           |
|          |            | > 20%     | bronsmos             | Pleurozium schreberi  |           |
|          |            | > 10%     | fraai veenmos        | Sphagnum fallax       |           |
|          |            | > 10%     | boskronkelsteeltje   | Campylopus flexuosus  |           |
|          |            | > 10%     | geelsteeltje         | Orthodontium lineare  |           |
|          |            | > 10%     | glanzend maanmos     | Cephalozia connivens  |           |
|          |            | > 10%     | waterveenmos         | Sphagnum cuspidatum   |           |
|          |            | > 10%     | gewoon haarmos       | Polytrichum commune   |           |